# Amsterdam-Noord

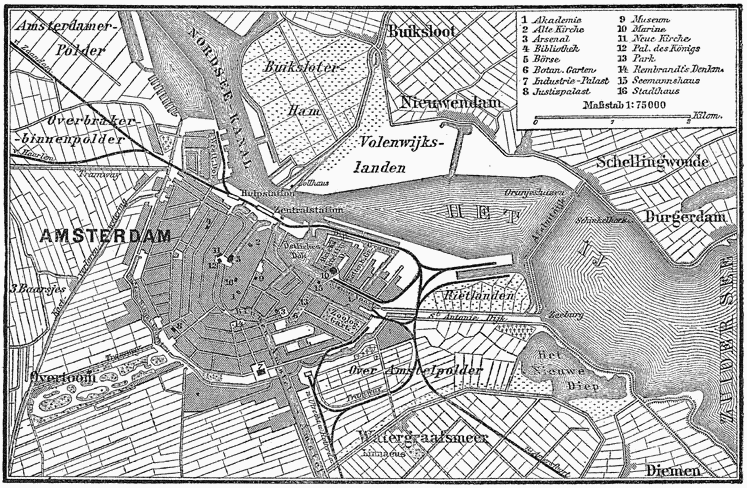
Historische Karte von Amsterdam aus Meyers Konversationslexikon 1888

Amsterdam-Noord (deutsch Amsterdam-Nord) ist ein Stadtbezirk der Gemeinde Amsterdam in der Provinz Nordholland mit einer Einwohnerzahl von 108.792 Personen (Stand: 1. Januar 2024). Die Grundfläche beträgt 49,01 km² und ist durch das IJ vom übrigen Stadtgebiet getrennt. Zusammen mit Osdorp wurde der Bezirk am 1. Dezember 1981 ein autonomer Stadtbezirk von Amsterdam.

## Geschichte
Der Norden von Amsterdam war im 14. Jahrhundert eine kleine Halbinsel (niederländisch Schiereiland) mit dem Namen „Volewijk“. Amsterdam bekam im Jahr 1393 das Verfügungsrecht über die Halbinsel. Die Einwohner von Volewijk lebten hauptsächlich von der Fischerei. 1482 wurde Amsterdam zum ersten Mal erweitert, danach noch 1583, 1593 und 1612. Im Laufe der Zeit beschränkten sich die Einwohner nicht nur auf dem Fischfang, sie wurden zu Kaufleuten die mit ihrer Ware Handel trieben. Nach Fertigstellung des Nordseekanals 1876 hatte Amsterdam dringend Industriegelände nötig und im 20. Jahrhundert breitete sich Amsterdam Noord zu einem wichtigen Industriegebiet aus. Die heutige Größe des Stadtbezirkes entstand 1921, als die damaligen Gemeinden Buiksloot, Nieuwendam und Ransdorp dem Bezirk zugeteilt wurden. Heute ist Amsterdam Noord nicht nur als Industriegebiet bekannt, auch für seine „Gartendörfer“ (niederländisch Tuindorp). Diese sind Tuindorp Nieuwendam, Tuindorp Buiksloot und Tuindorp Oostzaan. Die öffentliche Bibliothek von Amsterdam hat drei Filialen in Noord. Ein Museum de Noord befindet sich im ehemaligen „Gemeinde Badhaus“ (niederländisch Gemeente Badhuis). Mit dem Cafe du Nord bietet das Museum den Besuchern einen Ort zum Ausruhen und Kennenlernen.
Seit den 1960er Jahren ist die Schiffsindustrie im Norden Amsterdams zu einem großen Teil zurückgegangen und in den 1980er Jahren entstand das Wohnviertel Vogelbuurt. Der Norden der Stadt ist durch den IJ geteilt und war bis 1957 mit dem Zentrum allein durch Fährschiffe verbunden.
Die erste Brücke für die Verbindung mit der Stadt, Schelling Wouderbrug, wurde 1957 gebaut. 1966 kamen der Coentunnel, 1968 der IJtunnel und 1990 der Zeeburgertunnel dazu.
Waterland: (wörtlich: „Wasserland“) im Norden von Amsterdam ist ein Gebiet mit tiefgelegener Moorlandschaft, durchzogen von vielen Gräben (Varten) und kleinen Kanälen (Sloten). 

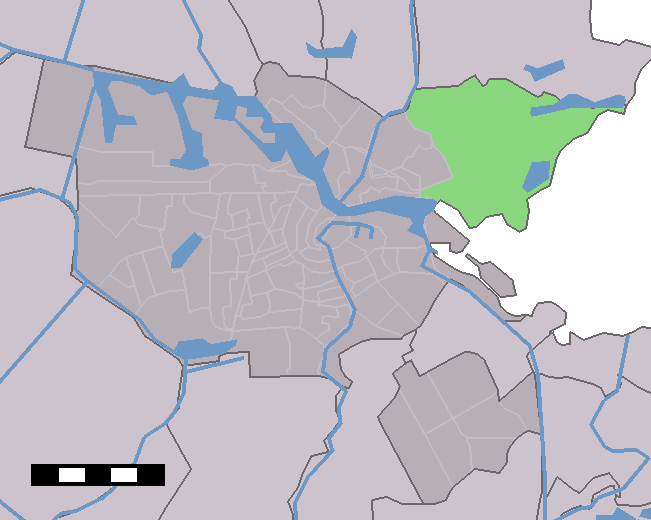
Waterland

 Dort befindet sich eine ökologische Zone (niederländisch Ecologische Zone Schellingwoude) die Waterland mit dem IJmeer verbindet. Ein Naturgebiet mit vielen Ringelnattern, Wühlmäusen, Fischreiher, Eisvögel und hunderten von Orchideen.
Der Waterland Zeedijk hatte das Gebiet Jahrhunderte gegen das IJ und die Zuiderzee beschützt. 1625, 1687, 1825 und 1916 waren Deichdurchbrüche. Die Überschwemmungsgefahr wurde mit dem Bau des Sperrdeiches (Afsluitdijk) 1932 gebannt.
Landelijk Noord (so viel wie: ländliches Gebiet im Norden) liegt in Waterland Oost mit den Dörfern Schellinwoude, Durgerdam, Holydorp, Ransdorp und Zunderdorp. 1987 wurde das Gebiet unter den Verwaltungsbereich von Amsterdam Noord gestellt.

## Stadtviertel
Amsterdam Noord hat 13 Wohnviertel, dazu in ländlichem Gebiet gelegen die Dörfer Durgerdam, Holysloot, Ransdorp, Zunderdorp, Schellingwoude und Nieuwendam.

### Banne Noord und Zuid
Banne Nord und Süd ist ein Wohnviertel aus den 1970er Jahren mit einer Einwohneranzahl von: Banne Zuidwest 3.750, in Zuidoost 3.585, in Noordwest 2.640 und in Noordoost 3.670. Mit viel Grünflächen und dem Theater De Rietwijker, sechs Schulen, einem Kinderspielplatz und ein Gesundheitsdienst am Parlevinkerplein. Banne Zuid: eingeteilt in Banne Zuid und Banne Noord (seit 1990). Das Viertel besteht seit den 1970er Jahren. Das Einkaufszentrum de Ankerplaats, ein „Streichelzoo“ (niederländisch Kinderboerderij) für Kinder, die Buiksloterkerk (Buiksloterkirche), zwei Schulen, zwei Altersheime und ein Krankenhaus sind hier ansässig. Jährlich findet die Veranstaltung „Banne bruist“ statt mit rund 25.000 Besuchern.

### Bloemenbuurt
Die Bloemenbuurt (deutsch Blumenviertel), gebaut im Stil der Amsterdamer Schule in der Mitte der 1920er Jahre, wird auch Floradorp genannt. Es gehört zu den ältesten Vierteln in Noord und hat in der Bloemenbuurt Zuid 2.475 und in Noord 2.385 Einwohner. 1920 waren 600 Wohnungen geplant, 1927 wurden 183, und 1929 die letzten Wohnungen fertiggestellt. Während der Bauarbeiten kam es öfters zu Streiks und Konflikten. 1955 wurde das Viertel renoviert. Begrenzt wird die Bloemenbuurt durch den Florapark und den Noorderpark.
Für weitere Wohnviertel in Amsterdam Noord siehe: → Buiksloot und Buikslotermeer

### Asterdorp
Die heute nicht mehr existierende Siedlung Asterdorp diente ab 1927 als Unterkunft für „asoziale“ Familien. Ab 1942 wurde sie von deutschen Besatzern für die Unterbringung von jüdischen Menschen vor ihrem Abtransport in das Durchgangslager Westerbork.

### Jeugdland
Zwischen 1995 und 1998 gebaut ist es eine große, fast quadratische „Insel“. Bemerkenswert ist die Einteilung der Straßen, ein straffes, geometrisches Straßenmodel. Der Name Jeugdland wird ebenfalls angewendet in Amsterdam-Oost für den Kinderspielplatz Jeugdland Oost. In Jeugdland Noord gibt es einen Streichelzoo (niederländisch Kinderboerderij) für Kinder. Jeugdland liegt zwischen den Nachbarschaftsvierteln Kadoelen und Nieuwendam Noord. Dort befindet sich eine Villengegend und Sportplätze.

### Markengouw

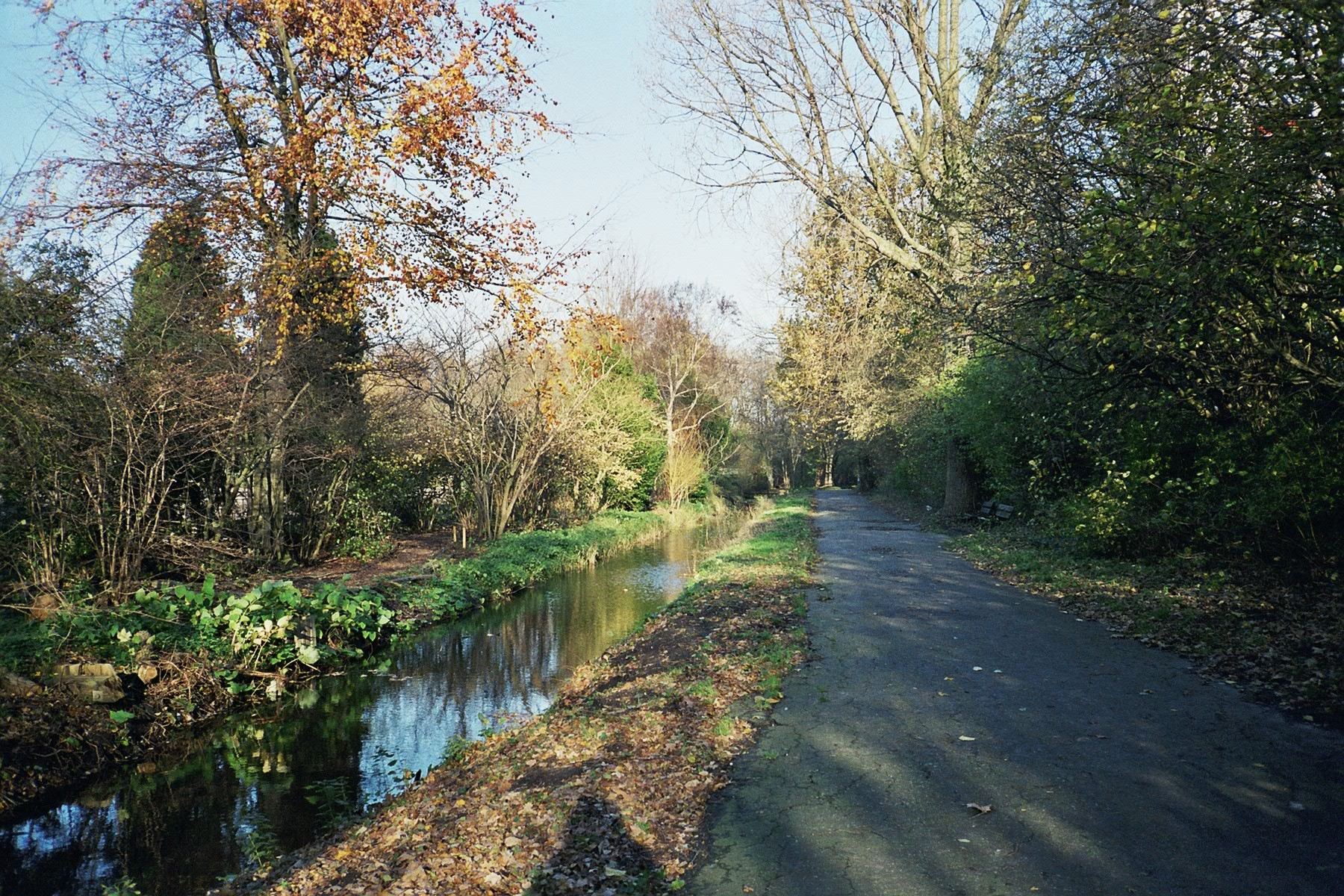
Baanakkerspark

Markengouw wurde in den 1950er Jahren angelegt. Neben veraltetem Wohnungsbau gibt es in der Beemsterstaart Villen und auf der anderen Seite eine Wohnwagensiedlung. Der Baanakkerspark und ein Gärtnerverein (De Swaenen) befinden sich hier. In der Gärtnerei 
können Bewohner des Wohnviertel ihr eigenes Gemüse anpflanzen. Anzahl der Einwohner: 5605.

### Oostzanerwerf
Es bestehen drei Nachbarschaftsviertel mit den Namen Molenwijk, Kermisbuurt und Walvisbuurt. In den 1960er Jahren wurden ein Einkaufszentrum, De Molenwijk, und eine Bibliothek gebaut.

### Terrasdorp Hogeland
Der Name Terrasdorp Hogeland kommt daher, weil das Viertel höher liegt als das angrenzende Tuindorp Oostzaan. Im Volksmund auch wegen der Straßennamen „Tuttidruttidorp“ (deutsch Tuttifruttidorf) genannt: Mandarinenstraße, Apfelsinenstraße, Zitronenstraße, Bananenstraße und andere mehr.

### Tuindorp Nieuwendamm
Tuindorp Nieuwendam, entstanden 1930 und gehört zu „Oud–Noord“. Einwohneranzahl in Tuindorp Nieuwendam West 1067 und in Oost 2358. Der Name stammt von dem gleichnamigen Gartendorf Tuindorp. Diese Stadtviertel haben einen typischen Dorfcharakter mit viel Grünanlagen.

### Tuindorp Oostzaan
Gebaut in den 1920er Jahren mit vielen Einfamilienhäusern. Im Mittelpunkt liegt der Zonneplein (deutsch Sonnenplatz), ein Treffpunkt für viele Bewohner. Das Viertel grenzt an die Gemeinden Oostzaan und Zaanstad. 1919 wurde dort mit dem Bau der ersten 1000 Wohnungen begonnen, 1924 war das Viertel fertiggestellt mit 1324 Arbeiterwohnungen. Das Viertel zählt 11.345 Einwohner (Stand: 1. Januar 2017).

### Twiske Kadoelen
Mit dem Neubauviertel Twiske West (2.460 Einwohner) und Twiske Oost (1.130 Einwohner) gehörte das Viertel früher zu Landsmeer.

### Vogelbuurt
In den 1920er Jahren angelegt, ist es ein ruhiges Viertel mit wenig Autoverkehr.

### Van der Pekbuurt
In den 1920er Jahren im Norden am IJ entstanden und heute befinden sich dort eine Bibliothek und Hotels.

## Dörfer in Amsterdam Noord

### Durgerdam
Durgerdam gehörte ebenfalls zwischen 1818 und 1921 zur damaligen Gemeinde Ransdorp. Eine Überschwemmung im Jahre 1421 sorgte dafür, dass die Bewohner 1422 einen neuen Damm anlegen konnten, den „Waterlandse Zeedijk“. In der Biegung des Dammes entstand Durgerdam. Der ursprüngliche Name lautete Ydoornickerdam, ein Hinweis auf den bei der Überschwemmung („Sint Elisabethsvloed“) zerstörten Ort IJDoorn. Zwischen 1400 und 1700 hatte das Dorf verschiedene Namen: Yoort, Yoortdam, Doornickerdam, Durkerdam und Durgerdam. 1840 hatte Durgerdam 518 Einwohner, heute 420 (Stand: 1. Januar 2017).

### Holysloot
Zwischen 1818 und 1921 gehörte das Dorf zur Gemeinde Ransdorp. Der Name bedeutet so viel wie „tiefliegendes Gebiet an einem (Straßen–) Graben“ (niederländisch laaggelegen gebiet aan een sloot). Mit dem Auto ist Holysloot nur auf einer einzigen Straße zu erreichen. Im Sommer bringt eine Fähre Fußgänger und Fahrradfahrer nach dem Gebiet. Die erste amtliche Erwähnung stammt aus dem 13. Jahrhundert als Graf Floris V. einige Privilegien an „die van Ransdorp en Hoolesloot“ vergab. Holysloot hat 260 Einwohner.

### Nieuwendam
Entstanden 1516, nachdem der Damm Waterlandse Zeedijk gebrochen war. Kaiser Karl V. beschloss, dass ein neuer Damm gebaut werden musste und die Orte Buiksloot, Kadoelen, Nieuwendam, Schellingwoude und Durgerdam wurden angelegt. Zu dem Dorf gehört Tuindorp Nieuwendam Noord, welches zwischen 1924 und 1927 gebaut wurde. Vor dem Zweiten Weltkrieg war Tuindorp das angesehenste Arbeiterwohnviertel in Europa. Die Häuser hatten eigene kleine Badezimmer und einen Garten. Die Badezimmer galten als „Revolutionär zu dieser Zeit“. Nieuwendam hatte 13.265 Einwohner im Jahr 2017. Das Dorf liegt in einer Linie mit Buiksloot, Kadoelen, Durgerdam und Schellingwoude. Viele aus Holz gebaute Häuser aus dem 17. und 18. Jahrhundert sind erhalten geblieben wie auch in den anderen Dörfern. Zu Nieuwendam gehören auch Buiksloot und Buikslottermeer. Im Dorf liegt die um 1840 gebaute kleinste Kirche von Amsterdam. Ein 27 Hektar großer Forst (Bos) mit dem Namen Vliegenbos ist Nieuwendam zugeteilt und wurde nach dem sozialistischen Beigeordneten W.H. Vliegen genannt, der den Forst 1911 anlegen ließ. Bis zum Bau des IJtunnel 1968 war Nieuwendam alleine mit einer Fähre zu erreichen. Nieuwendam Noordwest: ist in den 1960er und 1970er Jahren entstanden mit einer Parkanlage, die von den Bewohnern aus ganz Amsterdam Noord benutzt wird. Das Viertel wird begrenzt durch die IJdoornlaan, den Noordhollandsch Kanaal, Ringweg A10 und dem Baanakkerspark.

### Ransdorp

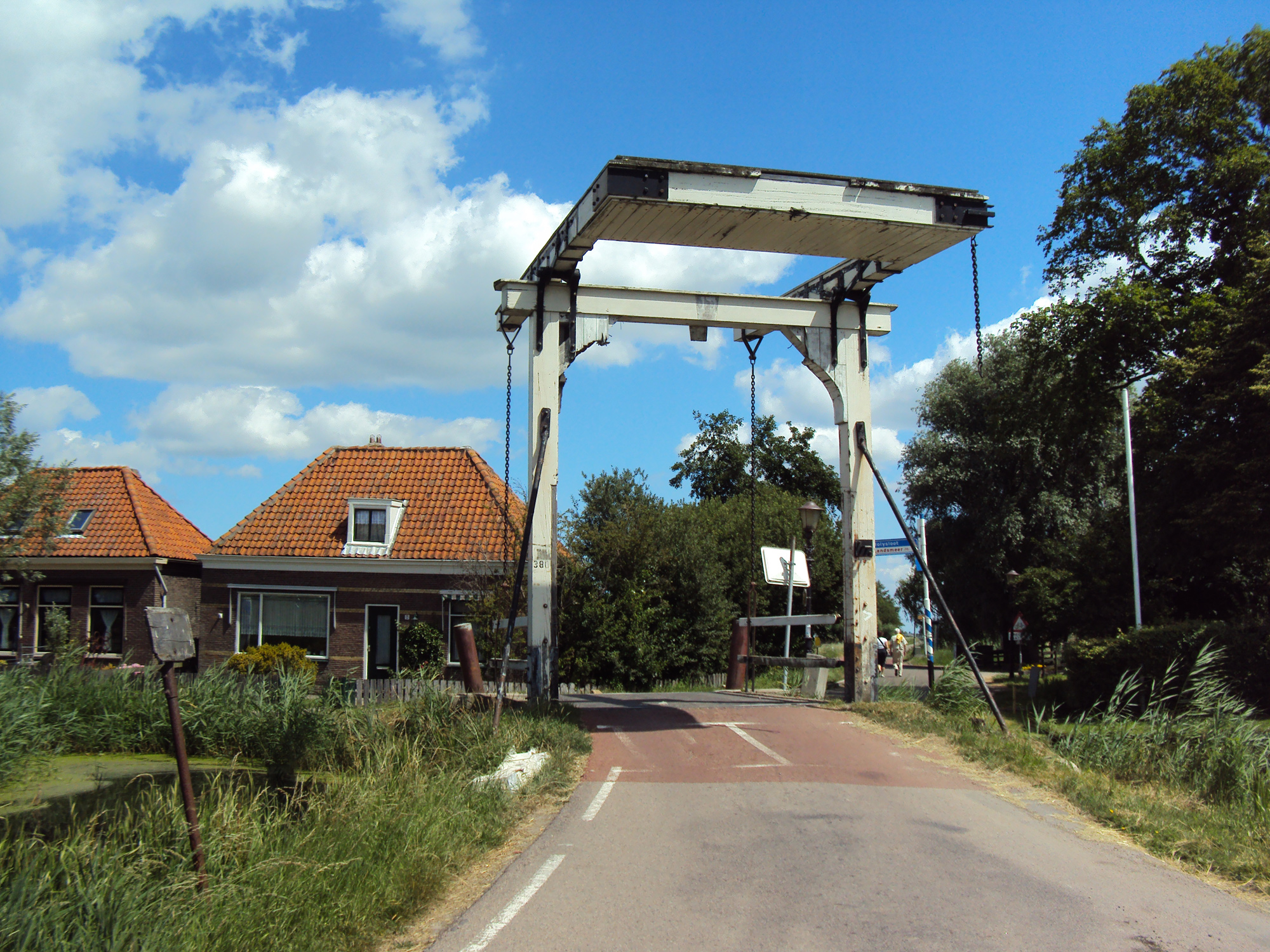
Brücke in Ransdorp

Ransdorp wurde im Mittelalter angesehen als das wichtigste Dorf von sechs Ortschaften in Waterland, diese waren Zunderdorp, Schellingwoude, Zuiderwoude, Broek, Landsmeer und Ransdorf. Burgerdam und Holysloot waren noch zu unbedeutend um als selbstständige Dörfer angesehen zu werden. Ransdorp liegt „im Herzen“ von Landelijk Noord beziehungsweise von Waterland Oost. Frühere Namen in der Geschichte des Dorfes waren Raarop, Raardorp und Randdorp. Da Landbau nicht möglich war, lebten die Einwohner vom Handel und der Schifffahrt. 1619 verbündeten sich die sechs Dörfer zur „Unie van Waterland“ um ihre Rechte und Freiheiten zu verteidigen. Der zwischen 1502 und 1542 gebaute 32 Meter hohe Turm in Ransdop, „De Ransdorper Toren“, ist ein markanter Punkt in Landelijk Noord. In den letzten Jahren des 19. Jahrhunderts war er zum Teil eingerichtet als Gefängnis. 1900 wurde das Gefängnis geschlossen. Von Beginn April bis Ende September ist der Turm zu besichtigen. Nach der großen Überschwemmung 1916 waren die Dörfer nicht in der Lage, sich aus eigenen finanziellen Mitteln zu helfen. Aus diesem Grunde schloss sich Ransdorp 1921 der Gemeinde Amsterdam an. Im Jahre 1811 hatte das Dorf 220 Einwohner, heute 295.

### Schellingwoude
Die Ortschaft liegt zwischen Durgerdam und Nieuwendam. Im Süden des Dorfes liegt seit 1870 die Schleuse „Oranjesluizen“ die das IJsselmeer (früher: Zuiderzee), von dem Binnen IJ, dem Nordseekanal und dem Amsterdam-Rhein-Kanal trennt. 1840 hatte Schellingwoude 133 Einwohner. Schellingwoude war lange Zeit als „Scheepsbouwcentrum“ (deutsch Zentrum für den Schiffsbau) bekannt. Bis 1857 war das Dorf eine selbstständige Gemeinde. Im Zweiten Weltkrieg lagen hier einige Zeit deutsche Seenotflieger. 1957 wurde die Schellingwouderbrug (deutsch Schellingwouderbrücke) fertiggestellt und war die erste Landverbindung über das IJ zwischen Amsterdam Nord und Ost. 1990 wurde der Zeeburgertunnel in Gebrauch genommen. Seit 2011 besteht eine Spaziergängersroute (Ecowijk genannt) für Erholung (niederländisch Recreatie) und Freizeitmöglichkeit zwischen Schellingwoude und dem Dorf Durgerdam die mit einer Subvention von 150.000 Euro von der Provinz Nordholland angelegt wurde. Der Fußweg führt durch Weideland, Riedland und öffentlich zugänglich ländlichen Gebieten. Schellingwoude hat einen Jachthafen.

### Zunderdorp

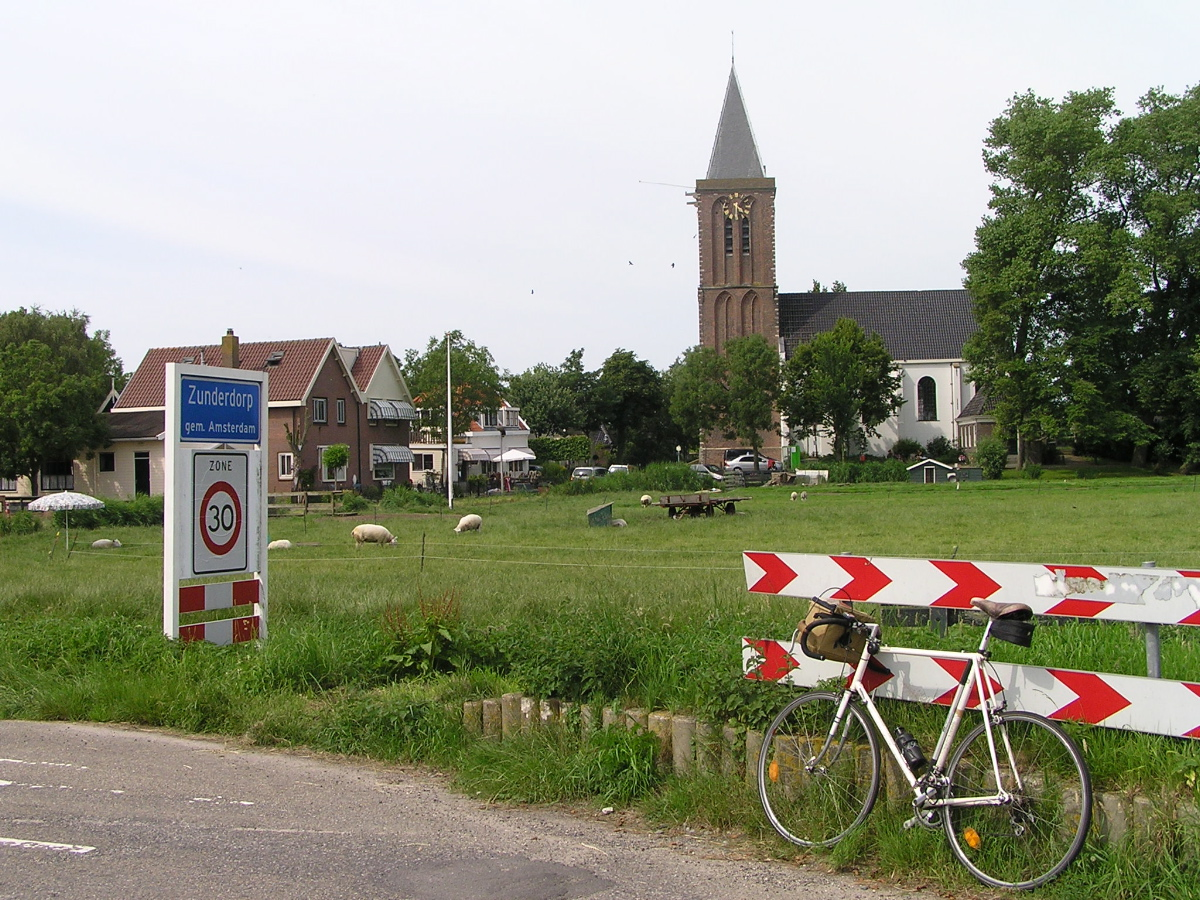
Zunderdorp, Juli 2005

Das Dorf liegt im ländlichen Gebiet Nord der Gemeinde Amsterdam. Bis 1921 gehörte der Ort zur Gemeinde Nieuwendam. Alle drei Jahre findet in Zunderdorp ein Boerenmarkt (deutsch Bauernmarkt) statt, der von circa 150 freiwilligen Helfern organisiert wird.

## Weiterführende Literatur
- W. Swart: Amsterdam-Noord 1850-1930, Verlag Boekenplan, 2002. ISBN 978-90-71794-02-5.
- K. Bueno: De overkant amsterdam noord. Verlag K.A. Bueno, 2005. ISBN 90-901960-2-1.
- Terugblikken op Waterland. Hoofdstukken uit de geschiedenis van Amsterdam Noord. Herausgegeben von: Historisch Centrum Amsterdam–Noord, 2000. ISBN 90-801180-4-4.
- Durgerdam. Daar ginds om den IJdoorn, daar wacht ons de reê. Herausgegeben von: Historisch Centrum Amsterdam–Noord, 2004. ISBN 90-801180-6-0.